# Argyreia cymosa
Argyreia cymosa är en vindeväxtart som beskrevs av William Roxburgh och Robert Sweet. Argyreia cymosa ingår i släktet Argyreia och familjen vindeväxter. Inga underarter finns listade i Catalogue of Life.